# Nadia Hasnaoui
Nadia Hasnaoui (nacida el 10 de junio de 1963) es una presentadora de televisión noruega.

## Biografía
Nadia nació en Marruecos de madre noruega y padre marroquí. Cuando tenía cuatro años sus padres se divorciaron y ella se trasladó a Noruega con su madre. En Oslo asistió a una estricta guardería católica francesa. Posteriormente, continuó sus estudios hasta Cuarto grado en una escuela francesa. A la edad de 18 años, consiguió obtener la nacionalidad noruega. En 1991 se casó con el actor Kim Haugen.
Durante la década de 1980 fue bailarina, actuando entre otros lugares en Den Nationale Scene (Teatro situado en Bergen). Desde 1993 hasta 2004, fue empleada de la TV 2, presentando programas como God morgen o Norge and Jakten på det gode liv entre otros. En 2003 presentó el programa de televisión Hasnaoui. En el año 2004 se unió a la NRK, la radiotelevisión pública noruega, presentando programas como Kvitt eller dobbelt y otros relacionados con Eurovisión.
Nadia sabe hablar inglés, francés, italiano y noruego.

## Eurovisión
La primera vez que Nadia Hasnaoui trabajó en algo relacionado con Eurovisión fue en 1992, cuando fue la comentarista del Festival de la Canción de Eurovisión 1992 para la radio NRK.
En 2004, Nadia presentó para toda Europa el Festival de la Canción de Eurovisión Junior 2004 desde Lillehammer, Noruega. También ha presentado festivales de ámbito nacional en Noruega como el Melodi Grand Prix Nordic Junior.
En 2005 Nadia fue comentarista para los espectadores noruegos del Congratulations: 50 years of the Eurovision Song Contest (en español: Felicidades: 50 años del Festival de la Canción de Eurovisión) junto con el veterano Jahn Teigen.
En mayo del 2010, presentó el Festival de la Canción de Eurovisión 2010 desde Oslo junto a Haddy N'jie y Erik Solbakken.
En 2011 y 2012 fue la portavoz de los votos del público y el jurado noruego en el Festival de la Canción de Eurovisión 2011.